# Xir Ali Khan
|  | Per a altres significats, vegeu «Xer Ali Khan». |

Xir Ali Khan fou kan de Kokand (1842-1845) fill d'Alim Khan. Va pujar al tron després d'una revolta popular contra el governador bukharià Ibrahim Biy.
Feia uns tres mesos que s'havia establert el govern de Bukharà sobre Kokand i el governador designat, Ibram Datkha o Ibrahim Biy, un nadiu de Merv que havia estat governador de Samarcanda havia imposat als kokandis una contribució d'un quart del seu producte a part de les taxes ja existents. La població va demanar ajut a la tribu uzbeka dels quiptxaqs amb la intenció de posar al tron a Xir Ali Khan; la tribu, després d'alguns dubtes, va acceptar; quan els quiptxaqs es van acostar a la ciutat, els ciutadans que ja estaven preparats van atacar a la guarnició, i els van matar quasi tots. Ibrahim Datkha va poder escapar amb dificultats i Xir Ali fou proclamat kan.
Nasrulla de Bukharà va fer matar el seu governador i va preparar un exèrcit de 20.000 homes i junt amb els 250 ostatges que tenia, va marxar cap a Kokand i durant uns dies va pressionar la ciutat. Un dels ostatges, un quiptxaq de nom Mussulman Kul i de malnom Txulak (el Lesionat) que havia dirigit anteriorment una companyia de 100 homes al servei de Madali Khan, i tenia certa influència sobre l'emir, va demanar ser enviat a la ciutat assegurant que en podia aconseguir la submissió; en arribar a la ciutat immediatament fou reconegut pels seus antic soldats i va aixecar l'entusiasme, i tothom es va posar a treballar en fortes empallissades defensives i es van fer algunes sortides victorioses. També va escriure a alguns nobles bukharians recordant que havien promès matar el seu cap, i va procurar que aquestes cartes (el contingut de les quals era fals) caiguessin en mans de l'emir. Com que aquest, al mateix temps, va haver de fer front a una invasió del seu territori per part del kan de Khivà, va optar per alliberar els ostatges, aixecar el setge i tornar a casa.
Schuyler diu que fou un bon governant, amable i suau, i en general dèbil i per això va tenir el malnom de Pustiak (Drap). Va desenterrar el cos de Madali Khan i el va fer enterrar de manera cerimonial. Devia en bona part la seva pujada al tron als seus amics quiptxaqs que ara van reclamar la seva recompensa exigint els principals càrrecs de l'estat desplaçant als sarts de la seva anterior supremacia; el cap quiptxaq Yusuf Mingbaixi va assolir la direcció dels afers a Kokand i Mussulman Kul va tenir l'autoritat a Andijan.
Va utilitzar poc la pena de mort contra els seus parents. Només se sap que va fer matar un fill de Muhammad Biy, descendent de Narbuta Khan, i va desterrar als seus germans, però no consta cap més cas. Si bé és poc amb relació a altres kans, també cal dir que va governar poc temps.
Aviat l'enfrontament entre sarts i quiptxaqs es va agreujar. Els primers estaven dirigits per xadi, favorit del kan, que va aconseguir matar Yusuf Mingbaixi i després va ordenar fer matar tots els seus partidaris. Llavors va cridar a Mussulman Kul a Kokand el qual va expressar la seva satisfacció per la mort de Mingbaixi al que va definir com el seu enemic, però secretament va reunir una força a la que van adherir els partidaris de Mingbaixi. Assabentat d'això, xadi va enviar uns assassins a Andijan per matar Kul, però aquest es va amagar i després els va capturar i penjar.
La guerra oberta era inevitable. La batalla es va lliurar a Tus i els sarts foren derrotats, morint xadi. El mateix kan, que li donava suport, fou fet presoner. Però com que no es va trobar cap altre príncep adequat per ocupar el tron, Kul va mantenir en aquest a Xir Ali i ell mateix va ocupar els càrrecs que abans havien exercit Mingbaixi i xadi. Com a quiptxaq, Kul va afavorir a la seva tribu, el que va provocar el ressentiment dels sarts ara dirigits per Rahmet Ulla i Mehmed Kerim, que van anar a Xahrisabz a buscar Murad Beg, fill d'Alim Khan, per ocupar el tron. Els conspiradors van demanar ajut al kan de Bukharà i el 1845, aprofitant una absència de Kul, ocupat amb l'exèrcit recaptant els impostos entre els quirguisos, es van dirigir a Kokand que va ocupar sense gaire resistència.
Xer Ali fou executat i Murad Beg fou proclamat kan.